# Saint-Sauveur-de-Montagut
Saint-Sauveur-de-Montagut é uma comuna francesa na região administrativa de Auvérnia-Ródano-Alpes, no departamento de Ardèche. Estende-se por uma área de 11,54 km². Em 2010 a comuna tinha 1 131 habitantes (densidade: 98 hab./km²).